# توضيح الأفكار لمعاني تنقيح الأنظار
توضيح الأفكار لمعاني تنقيح الأنظار. كتاب في علم الحديث في جزئين صنفه محمد بن إسماعيل الصنعاني وهو شرح على كتاب «تنقيح الأنظار» تأليف الحافظ محمد بن إبراهيم الوزير.
قال المؤلف في مقدمة الكتاب: فهذا شرح كتبته العلامة النظار على «تنقيح الأنظار» تأليف محمد بن إبراهيم الوزير أسكنه الله جنات تجري من تحتها الرأتهار، فإنه جمع نفائس تحقيقات أئممة الآثار، وأضاف إليه من أنظاره ما هو نور للبصائر والأبصار، ولما أخذ علينا فيه بعض من لا يقنعه من التحقيق إلا أقصاه، ولا يشفيه من الأبحاث إلا ما بلغ غايته ومنتهاه، أمليت عليه من المعاني عند خل المباني، ما يجب أن يدخره الأول للثاني، فطلب كتب لفظه، وإبرازه في الوجود الخطي إبقاء لحفظه، فكتبت عليه ما هو قرة لعين طالب التوفيق، ولا يستغني عنه إلا من يستغني بمجرد التصور عن التصديق، وسميته «توضيح الأفكار، لمعاني تنقيح الأنظار» والله أسأله أن ينفع به كاتبه وقارئه والناظر بعين الإنصاف في الفاظه ومعانيه.